# Brudzewo (województwo pomorskie)
Brudzewo (kaszb. Brudzewò, niem. Brusdau, dawniej Brosdowo, Budziszowo) – wieś kaszubska w Polsce położona w województwie pomorskim, w powiecie puckim, w gminie Puck na wschodnim obrzeżu Puszczy Darżlubskiej.
Wieś królewska w starostwie puckim w powiecie puckim województwa pomorskiego w II połowie XVI wieku. W latach 1975–1998 miejscowość administracyjnie należała do województwa gdańskiego.
Inne miejscowości o nazwie Brudzewo: Brudzewo.